# Varaldsøy
Varaldsøy is een eiland in de Noorse provincie Vestland. Het eiland heeft een oppervlakte van ruim 45 km² en maakt deel uit van de gemeente Kvinnherad. Het is het grootste eiland in het Hardangerfjord. Tussen 1902 en 1965 was Varaldsøy een zelfstandige gemeente die ook een smalle strook op het vaste land omvatte. Het eiland werd in 1965 ingedeeld bij de nieuwe gemeente Kvinnherad, terwijl het deel op het vaste land opging in Kvam.
De huidige parochiekerk van het eiland stamt uit 1885. Op dezelfde plek hebben ten minste twee eerdere kerken gestaan.